# Mihălașa, Telenești
Mihălașa este un sat din cadrul orașul Telenești din raionul Telenești, Republica Moldova. A fost atestat documentar pentru prima oară în anul 1588. Populația alcătuiește 1600 locuitori moldoveni, vorbitori de limbă română. Principala ocupație și îndeletnicire a oamenilor o constituie agricultura. O mare parte a tineretului este plecată peste hotare. În sat funcționează un gimnaziu, este deschis un oficiu poștal și o centrală automatizată de telefonie.
Satul este așezat la hotarul dintre stepa Bălțiului și poalele Codrilor Moldovei, extremitatea nordică a acestora.